# Борисенки (Псковська область)
Борисенки (рос. Борисенки) — присілок в Себезькому районі Псковської області Російської Федерації.
Населення становить 206 осіб. Входить до складу муніципального утворення Себезьке муніципальне утворення.

## Історія
Від 2015 року входить до складу муніципального утворення Себезьке муніципальне утворення.

## Населення
| 2001 | 2002 | 2010 |
| ---- | ---- | ---- |
| 258  | ↘238 | ↘206 |